# Samariscus
Samariscus es un género de peces de la familia Samaridae, del orden Pleuronectiformes. Este género marino fue descrito científicamente en 1905 por  Charles Henry Gilbert.

## Especies
Especies reconocidas del género:
- Samariscus asanoi Ochiai & Amaoka, 1962
- Samariscus corallinus C. H. Gilbert, 1905
- Samariscus desoutterae Quéro, Hensley & Maugé, 1989
- Samariscus filipectoralis S. C. Shen, 1982
- Samariscus hexaradiatus Díaz de Astarloa, Causse & Pruvost, 2013[2]
- Samariscus huysmani M. C. W. Weber, 1913
- Samariscus inornatus (Lloyd, 1909)
- Samariscus japonicus Kamohara, 1936
- Samariscus latus Matsubara & Takamuki, 1951
- Samariscus leopardus Voronina, 2009
- Samariscus longimanus Norman, 1927
- Samariscus luzonensis Fowler, 1934
- Samariscus macrognathus Fowler, 1934
- Samariscus maculatus (Günther, 1880)
- Samariscus multiradiatus Kawai, Amaoka & Séret, 2008
- Samariscus neocaledonia Kawai, Amaoka & Séret, 2011
- Samariscus nielseni Quéro, Hensley & Maugé, 1989
- Samariscus sunieri M. C. W. Weber & de Beaufort, 1929
- Samariscus triocellatus Woods, 1960
- Samariscus xenicus Ochiai & Amaoka, 1962